# Sławęcin, Szczecinecki
Sławęcin [swaˈvɛnt͡ɕin] là một khu định cư ở khu hành chính của Gmina Szczecinek, thuộc huyện Szczecinecki, Zachodniopomorskie, ở phía tây bắc Ba Lan.